# Weberstraße 8 (Quedlinburg)

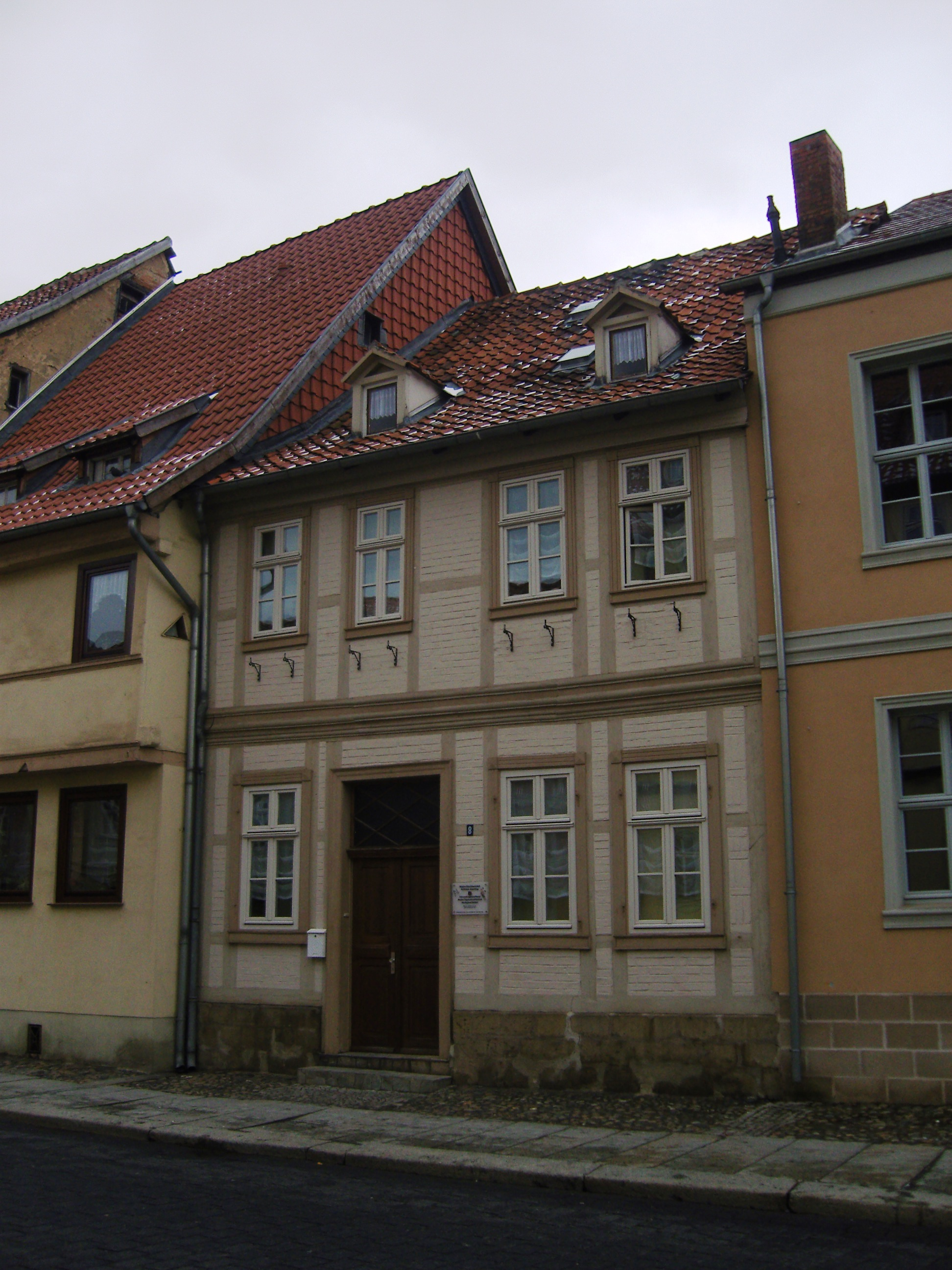
Haus Weberstraße 8

Das Haus Weberstraße 8 ist ein denkmalgeschütztes Gebäude in der Stadt Quedlinburg in Sachsen-Anhalt.

## Lage
Es befindet sich im nördlichen Teil der historischen Quedlinburger Neustadt und gehört zum UNESCO-Weltkulturerbe. Im Quedlinburger Denkmalverzeichnis ist es als Wohnhaus eingetragen.

## Architektur und Geschichte
Das zweigeschossige Fachwerkhaus entstand in der Zeit um 1780. Das Fachwerk verfügt über einen sogenannten Ständerrhythmus und eine die Fassade horizontal gliedernde Profilbohle. Die Haustür verfügt über ein Oberlicht und ist im Stil des Klassizismus gestaltet. Darüber hinaus bestanden noch Ende des 20. Jahrhunderts Fensterläden mit muschelförmigen Ornamenten, sogenannte Rocaillen.